# Ophioplinthaca chelys
Ophioplinthaca chelys is een slangster uit de familie Ophiacanthidae.
De wetenschappelijke naam van de soort werd in 1877 gepubliceerd door Charles Wyville Thomson.